# 니코스 구마스 경기장
니코스 구마스 경기장(그리스어: Στάδιο Νίκος Γκούμας)은 그리스 아테네 북서부 네아필라델페이아에 위치했던 다목적 경기장이다. 주로 축구 경기에 사용되었으며, AEK의 구 홈구장이다.

## 명칭
경기장은 "AEK의 홈구장" (그리스어: Γήπεδο ΑΕΚ)으로 명명되었으나, "네아필라델페이아 경기장" (그리스어: Στάδιο Νέας Φιλαδέλφειας) 으로도 알려져 있었다.
90년대 초반, 경기장은 건설과 리모델링에 기여했던 전 클럽 회장 니코스 구마스의 이름을 따 "니코스 구마스 경기장" (Στάδιο Νίκος Γκούμας)으로 명명되었다.

## 건설
1926년, 본래 피난민 거주처로 계획된 네아필라델페이아의 부지가 피난민들의 훈련장 건립 허가가 났다. AEK는 구장을 훈련 구장 (비공식적으로)으로 사용하다가 1930년에 클럽이 소유하게 되었다.
경기장은 1929년에 완공되어 1930년에 공식 개장하였다. 1930년 11월에 열린 첫 홈 경기는 올림피아코스와의 친선전으로 2-2 무승부로 끝났다. 경기장은 말굽 형태 (스탠드가 4방향 중 3방향에 위치) 로 되어 있으며, 24,729명을 수용할 수 있었다.

## 확장
1979년, 루카스 발로스는 남쪽 스탠드를 복층으로 만들기 시작했고, 그에 따라 당시 새 스탠드의 신설로 35,000명의 수용력을 가진 당시 아테네의 최대 수용력을 지닌 경기장이 완료되었다. 이 스탠드는 "지붕이 덮인 1층 스탠드" (σκεπαστή) 로 알려졌고, AEK의 광적 팬들의 보금자리가 되었고, 이후 이들은 반대쪽 "21번 출입구"의 스탠드로 거처를 옮겼다.

## 리모델링
1998년, AEK는 27,729석을 설치하기로 결정하였고, 그에 따라 경기장 수용 인원이 35,000명에서 24,000명 (VIP 스탠드 및 언론석 제외)으로 감소되었다.

## 철거
당시 AEK의 회장이자 AEK FC의 임시 회장이었던 얀나스 그라니차스는 2003년 6월에 경기장의 철거를 결정하였다. 그는 경기장이 노후화되었고, 1999년 아테네 지진으로 심각한 손상을 입었다고 주장하였다. AEK가 이곳에서 치른 마지막 경기는 아리스전이었다. 경기는 일리야 이비치가 77분에 팀의 마지막 골을 기록하면서 AEK의 4-0 승리로 끝났다.

## 신구장 계획
클럽은 같은 부지에 신식 구장을 세울 계획을 가지고 있으며, 지하주차장과, 혁신적인 지하 농구 코트의 완비도 계획되었다. 이 야심찬 계획은 지역 주민들의 여러 차례 거절에 의해 제동이 걸렸다.
AEK의 주주가 현 주주로 바뀐 후, 네아필라델페이아의 신구장 건설 계획은 백지화되었다. 데미스 니콜라이디스는 그보다 북쪽의 파르니타 산 남쪽 기슭에 신구장을 지을 부지를 확보하기 위해 협상하였다. 이 좋은 협상에도 불구하고, 회장의 의견에 반대한 오리지날 21과 마찰을 빚어 논란이 야기되었다.
니코스 구마스 경기장이 존재했던 부지는 여전히 AEK의 소유이며, 니코스 구마스 경기장 부지에 신구장을 짓는 계획이 아직도 존재한다.
2013년 10월 2일, AEK 보드진 디미트리스 멜리사니디스는 건설 허가를 얻기 위해 신구장을 네아필라델페이아에 지을 계획을 발표했다. UEFA 4카테고리에 부합하는 경기장이 지어질 계획이며, 32,500명에서 35,000명의 관중을 수용할 계획이다. 아직 경기장 건설 프로젝트에 소요되는 비용이 공개되지 않았으나, AEK는 €20M을 정부로부터 경기장 프로젝트를 위해 지원받았으며, 나머지 금액은 민간투자로 충당될 예정이다. AEK가 근원으로 하는 콘스탄티노폴리스의 아야 소피아 성당을 딴 설계가 나왔다. 그리스와 그리스 언론에서 이를 특색 있는 경기장이라 불렀고, 아름다움에서 견줄 수 있는 구장이 없다고 덧붙였다. 비공식 정보통에 따르면 경기장 건설은 2015년 12월에 완료될 것으로 예상된다. 인근 1000에서 1500명에게 일자리가 창출되어 지역경제를 도울 것으로 예상되었다.

## 통계
| 팀  | 대회   | 경기 | 승  | 무  | 패  |
| --- | ------ | ---- | --- | --- | --- |
| AEK | 리그   | 715  | 570 | 93  | 52  |
| AEK | 컵     | 165  | 137 | 17  | 11  |
| AEK | EPSA   | 162  | 105 | 29  | 28  |
| AEK | 발칸컵 | 12   | 8   | 2   | 2   |
| AEK | UEFA   | 64   | 36  | 17  | 11  |
| AEK | 합계   | 1118 | 856 | 158 | 104 |

## 콘서트
로리 갤러거가 1981년에 경기장에서 공연하였다. 아이언 메이든과 브라이언 애덤스 또한 1988년에 경기장에서 공연한 적이 있다. 1989년에는 더 큐어가 방문하였다. 1990년, 티나 터너도 공연을 하였다. 1992년, 심플리 레드가, 1993년 엘튼 존과 스트링이 니코스 구마스 경기장에서 공연하였다. 80년대 중반 데이비드 해슬호프가 경기장에 입장해 그라운드에서 KITT와 공연하였다.